# Felipe Benito Condurú Pacheco
Dom Felipe Benito Condurú Pacheco (São Bento, 18 de julho de 1892 — 1 de outubro de 1972) foi um bispo católico brasileiro, primeiro da Diocese de Parnaíba.